# Artabotrys sumatranus
Artabotrys sumatranus är en kirimojaväxtart som beskrevs av Friedrich Anton Wilhelm Miquel. Artabotrys sumatranus ingår i släktet Artabotrys och familjen kirimojaväxter. Inga underarter finns listade i Catalogue of Life.